# Dulitska žabousta
Dulitska žabousta (lat. Batrachostomus harterti) je vrsta ptice roda Batrachostomus. Živi u Indoneziji i Maleziji. Hrani se tvrdokrilcima. Živi u tropskim nizinskim šumama i u nižim brdovitim krajevima nadmorske visine 600 – 1250 m. Rasponi populacija nisu trenutno istraženi. Vjerojatno je od 2004. samo oko pet ljudi vidjelo uživo ovu vrstu ptice.

## Vanjske poveznice
|  | Zajednički poslužitelj ima još gradiva o temi Batrachostomus harterti |
|  | Wikivrste imaju podatke o taksonu Batrachostomus harterti             |